# Lepta (album)
Lepta (ruski: Лепта, "Doprinos") je drugi studijski album ruskog folk metal sastava Arkona. Diskografska kuća Soundage Productions objavila ga je 30. prosinca 2004. godine.

## O albumu
Skupina je posvetila skladbu "Černye debri vojny" svim žrtvama terorizma na prostoru Rusije.

## Popis pjesama
Tekstovi i glazba: Masha "Scream", osim za pjesme "Oj, to ne večer...", koja je tradicionalna ruska pjesma, i "Zarnicy našej svobody", čiji je tekst napisao Les'jar. 
| 1.    | »Sotkany veka« (Сотканы века)                   | Tkani vjekovi            | 4:13 |
| 2.    | »Lepta o gneve« (Лепта о гневе)                 | Doprinos gnjevu          | 5:25 |
| 3.    | »Černye debri vojny« (Чёрные дебри войны)       | Crne divljine rata       | 4:27 |
| 4.    | »Zarnicy našej svobody« (Зарницы нашей свободы) | Zore naše slobode        | 5:40 |
| 5.    | »Vyjdu ja na voljušku« (Выйду я на волюшку)     | Ići ću na slobodno polje | 3:37 |
| 6.    | »Voin pravdy« (Воин правды)                     | Ratnik istine            | 5:48 |
| 7.    | »Marena« (Mарена)                               |                          | 7:23 |
| 8.    | »Ėpilog« (Эпилог; instrumental)                 | Epilog                   | 1:51 |
| 9.    | »Oj, to ne večer...« (Ой, то не вечер...)       | Oh, to nije večer...     | 3:12 |
| 41:36 |                                                 |                          |      |

## Zasluge
Arkona
- Masha "Scream" – flauta (na pjesmi "Ėpilog"), vokali, klavijature, produkcija

Dodatni glazbenici
- Les'jar – vokali (na pjesmi "Zarnicy našej svobody")
- Ruslan "Kniaz" – bas-gitara
- Vlad "Artist" Sokolov – bubnjevi
- Sergey "Lazar" – gitara, produkcija